# Classe Nagato
La classe Nagato, a cui appartenevano le navi Nagato e Mutsu, è stata una classe di due navi da battaglia giapponesi costruite durante la prima guerra mondiale ed entrate in servizio subito dopo la sua fine, dotata di pesanti cannoni da 406 mm (16"), all'epoca il più grosso calibro disponibile al mondo.

## Origini

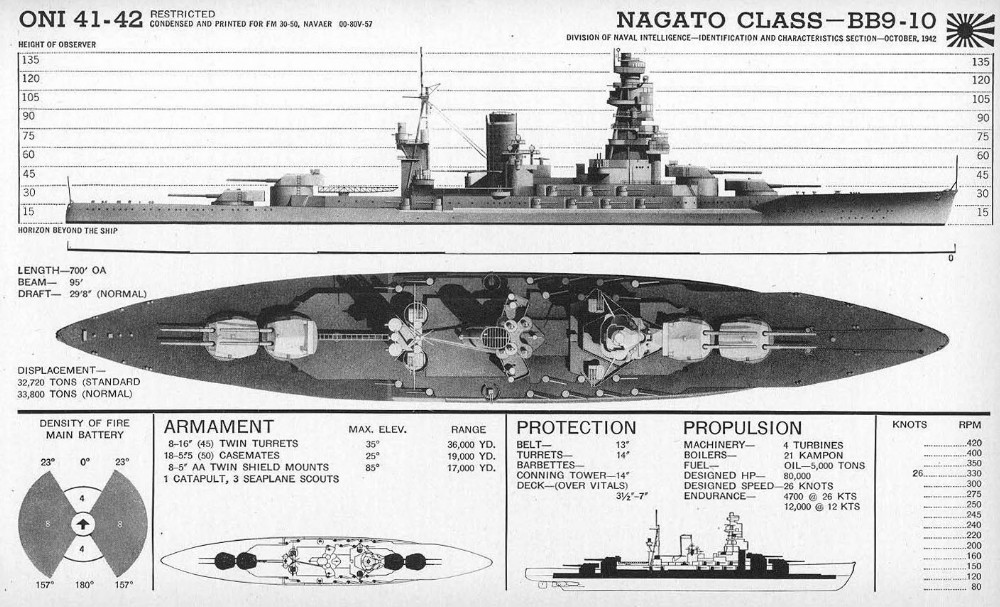
Tabelle di riconoscimento dello Office of Naval Intelligence per la classe Nagato.

Il progetto di queste nuove navi da battaglia ha un'origine nell'espansionismo militare che il Giappone riuscì a concretizzare nel XX secolo. Il programma di costruzioni navali, iniziato nel 1907 e modificato nel 1912, per ottenere 8 corazzate e altrettanti incrociatori da battaglia venne posto in essere a partire dal 1916 ma in questa forma venne bloccato già nel 1922, e la maggior parte degli scafi già impostati venne demolita, oppure trasformata in portaerei. La prima nave della classe era già entrata in servizio da qualche anno, ma la seconda divenne operativa solo qualche settimana prima del trattato, e la delegazione giapponese dovette trattare per contrastare le richieste statunitensi che ne chiedevano la demolizione includendola nell'elenco di quelle in fase di completamento.

## Servizio
| Nome          | Costruttore          | Impostata      | Varata          | Completata       | Fato                                                         |
| ------------- | -------------------- | -------------- | --------------- | ---------------- | ------------------------------------------------------------ |
| Nagato (長門) | Arsenale di Kure     | 28 agosto 1917 | 9 novembre 1919 | 25 novembre 1920 | Affondata durante l'Operazione Crossroads, 29/30 luglio 1946 |
| Mutsu (陸奥)  | Arsenale di Yokosuka | 1 giugno 1918  | 31 maggio 1920  | 24 ottobre 1921  | Affondata da una esplosione interna, 8 giugno 1943           |

La Mutsu esplose nella rada di Hashirajima dove stava fungendo da batteria antiaerea galleggiante, per la detonazione della riservetta della torre n. 3. La nave era stata posta in riserva per i danni subiti in combattimento e l'impossibilità di ripararla; le cause della detonazione non vennero mai chiarite.